# Les Arsures
Les Arsures – miejscowość i gmina we Francji, w regionie Burgundia-Franche-Comté, w departamencie Jura.
Według danych na rok 1990 gminę zamieszkiwało 205 osób, a gęstość zaludnienia wynosiła 46 osób/km² (wśród 1786 gmin Franche-Comté Les Arsures plasuje się na 541. miejscu pod względem liczby ludności, natomiast pod względem powierzchni na miejscu 845.).